# Dactylolabis posthabita
Dactylolabis posthabita là một loài ruồi trong họ Limoniidae. Chúng phân bố ở miền Cổ bắc.